# Leptotyphlops munoai
Leptotyphlops munoai är en kräldjursart som beskrevs av  Orejas-miranda 1961. Leptotyphlops munoai ingår i släktet Leptotyphlops och familjen Leptotyphlopidae. Inga underarter finns listade i Catalogue of Life.